# صومعه آکنر مقدس
صومعه آکنر مقدس (انگلیسی: Akner monastery) یک صومعه تخریب‌شده در نزدیکی روستای آکنر در استان آدانا، ترکیه می‌باشد.